# Хомпс, Эмилио
Эмилио Карлос Хомпс (исп. Emilio Carlos Homps, 28 сентября 1914, Сан-Педро, Буэнос-Айрес — 2 ноября 2012, Оливос, Буэнос-Айрес) — аргентинский яхтсмен, серебряный призёр летних Олимпийских игр 1948 года в Лондоне в 6-метровом R-классе.
Выступал за яхтклуб Yacht Club Olivos. Помимо парусного спорта успешно занимался плаванием и регби. На летних Играх года в Лондоне со своими партнерами по команде завоевал олимпийское серебро. До этого аргентинцы завоевали Мемориальный кубок Рузвельта (1938), Кубок принца Уэльского (1938) и Seawanaka Cup (1947). В 1951 года на Панамериканских играх он выиграл серебряную медаль в классе «Звёздный» вместе с Хорхе Эмилио Брауэра.